# 乔瓦尼·拉图阿达
乔瓦尼·拉图阿达（義大利語：Giovanni Lattuada，1905年1月12日—1984年4月16日），生于卡龙诺佩尔图塞拉，意大利男子竞技体操运动员。他曾代表意大利获得1932年夏季奥运会体操比赛男子吊环铜牌。